# 鎮台
鎮台（ちんだい、旧字体：鎭臺）は、
1. 1868年（慶応4年1月）から戊辰戦争の経過によって新政府が大和[3] [4]、大坂[5] [6]、兵庫[7] [6]、佐渡[注釈 1]の地方に鎮撫総督として置いたもので[9]、鎮台は内国事務総督が督すとしていた[10] [11]。大和鎮台（やまとちんだい[12]）は翌月に廃止して大和鎮撫総督（やまとちんぶそうとく[12]）に改め[13] [14]、また大坂鎮台・兵庫鎮台（ひょうごちんだい[15]）なども裁判所と改めた[16] [17] [8]。
2. 1868年（慶応4年5月）の上野戦争の後、新政府が既に設置していた江戸府とは別に江戸に置いたもの[18] [19] [20] [注釈 2]。同年7月8日（5月19日）に東征大総督の有栖川宮熾仁親王を江戸鎮台（えどちんだい[22]）とし[18] [19] [20]、翌日にその役所を江戸城西の丸に設けて[23]これを鎮台府（ちんだいふ[1]）と称し[24]、駿河以東13か国を管轄した[注釈 3]。同年（7月）に鎮将府（ちんしょうふ[1]）と改めた[27] [28] [29] [注釈 4]。これが鎮台の権輿になる[9]。
3. 1871年（明治4年）から1888年（明治21年）まで置かれた日本陸軍の編成単位である。常設されるものとしては最大の部隊単位であった。兵制としては御親兵の後を継ぐもので、鎮台の設置とその後の徴兵制実施をもって日本の近代陸軍の始まりとする。師団への改組で廃止された。本項では主にこの鎮台について記述する。

## 概要

### 略史
- 慶応4年（明治元年）2月20日（1868年3月13日） - 明治政府直属の軍隊として御親兵を創設。

- 明治4年4月23日（1871年6月10日） - 東山道鎮台（本営石巻、分営福島・盛岡）、西海道鎮台（本営小倉、分営博多・日田）設置[32]。
- 明治4年8月20日（1871年10月4日） - 東山道鎮台、西海道鎮台を廃止。東北鎮台（仙台）、東京鎮台、大阪鎮台、鎮西鎮台（熊本）の4鎮台を置く[32]。これらを四管鎮台（しかんちんだい[33]）もしくは四鎮台（しちんだい[34]）と称し[9] [35] [36]、各2・3の分営を属し、帥以下の官を定める[9]。
- 明治5年3月（1872年） - 鎮台条例を定める[9]。
- 明治5年4月1日（1872年5月7日） - 鎮西鎮台が熊本鎮台に改称。
- 明治6年（1873年）1月9日 - 名古屋鎮台、広島鎮台を設置して、6鎮台制をしく[32]。東北鎮台を仙台鎮台に改称。これらを併せて六管鎮台（ろっかんちんだい[37]）とした[9] [38]。
  - 明治6年（1873年）1月10日 - 徴兵令施行[9]
- 明治6年（1873年）7月 - 鎮台条例を改定し各鎮台に司令将官1員を置く[9]。
- 明治8年（1875年）11月 - 陸軍省職制を定め6鎮台の司令長官各1人将官よりこれを任ず[9]。
- 明治12年（1879年）9月 - 鎮台司令長官の呼称を鎮台司令官に変更[9]。
- 明治21年（1888年）5月12日 - 鎮台を廃し、師団に改組。

※旧暦は明治5年12月2日（1872年12月31日）まで使用された。

### 歴史
明治新政府の重要な課題として、近代の中央集権制度にもとづく兵力軍備の統制と編成があった。そのさい全国統一的な常備軍の編成にさいして幕藩体制下での藩兵･旧武士団の解体、および新たな編成の手続きが課題であった。最初の画期は1871年2月に正式に編成された御親兵であり、鹿児島・山口・高知からなる御親兵の編成費用は宮内省の定額金を割いて兵部省に下付され成立した。一方で地方では旧来の藩が兵力を確保・統括しており、地方の兵力運用に際しては特定近隣の藩に兵力を派遣（出張）させるよう通達を出しており、その派遣費用は藩費で負担させるという兵力編成の思想でなされていた。1871年4月に出された東山道と西海道の二鎮台設置の布告はこのようなものであり、当初は鎮台の内部組織や指揮統括関係など規定されず、出先機関の性格が強く兵力編成の統一性や鎮台自体の常設化の計画もみられなかった。
まず、太政官が将来全国に鎮台を置くことを明らかにした上で、1871年6月10日（明治4年4月23日）に現在の東北地方に東山道鎮台（本営石巻、分営福島・盛岡）、現在の九州地方に西海道鎮台（本営小倉、分営博多・日田）の2鎮台を設置することを布告した 。しかし、実際に部隊編成を行ったのは西海道鎮台のみであった。同年8月29日（明治4年7月14日）の廃藩置県により全国が明治政府の直轄となったが、同時に兵部省職員令が出され、北海道・石巻・東京・大阪・小倉の5鎮台制の構想が示された 。しかし、他の地方と比べ人口が極端に少ない北海道では鎮台の設置が後回しとなった。結果、同年10月4日（明治4年8月20日）に旧2鎮台を廃止し、東北鎮台（仙台）、東京鎮台、大阪鎮台、鎮西鎮台（熊本）の4鎮台が設置された 。このときの鎮台は、御親兵から転じた者と、士族からの志願者で編成された。残る各藩常備兵は武装解除されることになる。
1873年に2つの鎮台が増設され、北海道を除く地域を、6軍管、14師管に分けた。軍管には鎮台、師管には営所が置かれた。新たに設けられたのは名古屋鎮台と広島鎮台で、大阪鎮台から北陸地方が名古屋鎮台に、中国・四国地方が広島鎮台にそれぞれ移管された。また、東北鎮台は仙台鎮台に、鎮西鎮台は熊本鎮台にと、都市名を冠する名に改めた。北海道には鎮台がなく、かわりに屯田兵が置かれた。
1873年の徴兵令施行とともに、徴集された兵士が鎮台に入隊するようになった。この徴兵に対し、従来からの士族志願者の兵を壮兵と呼んで区別した。壮兵の比率はしだいに低下したが、鎮台の定員充足は容易ではなく、士族中心の軍隊から急激に変化したわけではない。鎮台時代最大の戦争だった西南戦争では、正規の鎮台兵に加えて近衛兵、屯田兵、警視隊、追加募集の兵が士族出身兵として加わり、あわせて士族が官軍将兵の半数を占めた。
| 軍管・鎮台          | 営所   | 歩兵連隊     |
| 第1軍管・東京鎮台   | 東京   | 歩兵第1連隊  |
| 第1軍管・東京鎮台   | 佐倉   | 歩兵第2連隊  |
| 第1軍管・東京鎮台   | 新潟   | 歩兵第3連隊  |
| 第2軍管・仙台鎮台   | 仙台   | 歩兵第4連隊  |
| 第2軍管・仙台鎮台   | 青森   | 歩兵第5連隊  |
| 第3軍管・名古屋鎮台 | 名古屋 | 歩兵第6連隊  |
| 第3軍管・名古屋鎮台 | 金沢   | 歩兵第7連隊  |
| 第4軍管・大阪鎮台   | 大阪   | 歩兵第8連隊  |
| 第4軍管・大阪鎮台   | 大津   | 歩兵第9連隊  |
| 第4軍管・大阪鎮台   | 姫路   | 歩兵第10連隊 |
| 第5軍管・広島鎮台   | 広島   | 歩兵第11連隊 |
| 第5軍管・広島鎮台   | 丸亀   | 歩兵第12連隊 |
| 第6軍管・熊本鎮台   | 熊本   | 歩兵第13連隊 |
| 第6軍管・熊本鎮台   | 小倉   | 歩兵第14連隊 |

| 鎮台 → 師団                      | 歩兵旅団     | 衛戍地 | 歩兵連隊     | 衛戍地 |
| 東京鎮台 ↓ 第1師団 （第1師管）   | 歩兵第1旅団  | 東京   | 歩兵第1連隊  | 東京   |
| 東京鎮台 ↓ 第1師団 （第1師管）   | 歩兵第1旅団  | 東京   | 歩兵第15連隊 | 高崎   |
| 東京鎮台 ↓ 第1師団 （第1師管）   | 歩兵第2旅団  | 佐倉   | 歩兵第2連隊  | 佐倉   |
| 東京鎮台 ↓ 第1師団 （第1師管）   | 歩兵第2旅団  | 佐倉   | 歩兵第3連隊  | 東京   |
| 仙台鎮台 ↓ 第2師団 （第2師管）   | 歩兵第3旅団  | 仙台   | 歩兵第4連隊  | 仙台   |
| 仙台鎮台 ↓ 第2師団 （第2師管）   | 歩兵第3旅団  | 仙台   | 歩兵第16連隊 | 新発田 |
| 仙台鎮台 ↓ 第2師団 （第2師管）   | 歩兵第4旅団  | 青森   | 歩兵第5連隊  | 青森   |
| 仙台鎮台 ↓ 第2師団 （第2師管）   | 歩兵第4旅団  | 青森   | 歩兵第17連隊 | 仙台   |
| 名古屋鎮台 ↓ 第3師団 （第3師管） | 歩兵第5旅団  | 名古屋 | 歩兵第6連隊  | 名古屋 |
| 名古屋鎮台 ↓ 第3師団 （第3師管） | 歩兵第5旅団  | 名古屋 | 歩兵第18連隊 | 豊橋   |
| 名古屋鎮台 ↓ 第3師団 （第3師管） | 歩兵第6旅団  | 金沢   | 歩兵第7連隊  | 金沢   |
| 名古屋鎮台 ↓ 第3師団 （第3師管） | 歩兵第6旅団  | 金沢   | 歩兵第19連隊 | 名古屋 |
| 大阪鎮台 ↓ 第4師団 （第4師管）   | 歩兵第7旅団  | 大阪   | 歩兵第8連隊  | 大阪   |
| 大阪鎮台 ↓ 第4師団 （第4師管）   | 歩兵第7旅団  | 大阪   | 歩兵第9連隊  | 大津   |
| 大阪鎮台 ↓ 第4師団 （第4師管）   | 歩兵第8旅団  | 姫路   | 歩兵第10連隊 | 姫路   |
| 大阪鎮台 ↓ 第4師団 （第4師管）   | 歩兵第8旅団  | 姫路   | 歩兵第20連隊 | 大阪   |
| 広島鎮台 ↓ 第5師団 （第5師管）   | 歩兵第9旅団  | 広島   | 歩兵第11連隊 | 広島   |
| 広島鎮台 ↓ 第5師団 （第5師管）   | 歩兵第9旅団  | 広島   | 歩兵第21連隊 | 広島   |
| 広島鎮台 ↓ 第5師団 （第5師管）   | 歩兵第10旅団 | 松山   | 歩兵第12連隊 | 丸亀   |
| 広島鎮台 ↓ 第5師団 （第5師管）   | 歩兵第10旅団 | 松山   | 歩兵第22連隊 | 松山   |
| 熊本鎮台 ↓ 第6師団 （第6師管）   | 歩兵第11旅団 | 熊本   | 歩兵第13連隊 | 熊本   |
| 熊本鎮台 ↓ 第6師団 （第6師管）   | 歩兵第11旅団 | 熊本   | 歩兵第23連隊 | 熊本   |
| 熊本鎮台 ↓ 第6師団 （第6師管）   | 歩兵第12旅団 | 小倉   | 歩兵第14連隊 | 小倉   |
| 熊本鎮台 ↓ 第6師団 （第6師管）   | 歩兵第12旅団 | 小倉   | 歩兵第24連隊 | 福岡   |